# Acantharctia guineae
Acantharctia guineae là một loài bướm đêm thuộc phân họ Arctiinae, họ Erebidae.